# Ta-Nehisi Coates
Ta-Nehisi Coates (Baltimora, 30 settembre 1975) è uno scrittore, giornalista e attivista statunitense.
Nel 2018 il New York Times lo ha descritto come "uno degli intellettuali e scrittori più influenti negli Stati Uniti".

## Biografia
Figlio di un'insegnante e di un veterano della guerra del Vietnam (nonché membro delle Pantere Nere), Ta-Nihis Coates nacque a Baltimora nel 1975. Dopo aver conseguito il diploma alla Woodlawn High School, studiò per cinque anni all'Università Howard, che lasciò prima di concludere gli studi per dedicarsi al giornalismo.
Dopo aver ottenuto il suo primo lavoro come reporter al Washington City Paper, tra il 2000 e il 2007 lavorò a diversi giornali, incluso il Philadelphia Weekly, The Village Voice e il Time. Nel 2008 scrisse un articolo per The Atlantic su Bill Cosby e il movimento conservatore, che portò alla sua assunzione stabile da parte della rivista. Scrisse regolarmente per The Atlantic fino al 2018, diventando redattore senior e affermandosi per i suoi saggi e articoli su temi sociali quali il suprematismo bianco e il razzismo istituzionale. Parallelamente al suo lavoro per The Atlantic, scrisse rubriche per The New York Times e The Washington Post.
Nel 2008 fece il suo esordio letterario con l'autobiografia Una lotta meravigliosa, a cui seguì nel 2015 l'acclamato Tra il mondo e me, scritto come una lettera al figlio per spiegargli il razzismo negli Stati Uniti. L'opera gli valse una candidatura al Premio Pulitzer e la vittoria del Kirkus Prize, del Premio Alex e del National Book Award per la saggistica. Nel 2016 scrisse con Brian Stelfreeze il sesto volume di Black Panter, che Ryan Coogler citò come ispirazione per il suo film del 2018. Tra il 2018 e il 2021, invece, fu autore dei testi del nono volume di Superman. Nel 2021 fu anche annunciato che Coates stava scrivendo la sceneggiatura di un nuovo adattamento cinematografico di Superman con un protagonista afroamericano, prodotto da J. J. Abrams; tuttavia, il progetto non fu realizzato.
Nel 2018 la Random House pubblicò Otto anni al potere: Una tragedia americana, una raccolta di saggi già pubblicati e incentrati sulla presidenza di Barack Obama; l'opera vinse il Dayton Literary Peace Prize per la saggistica. Ad esso seguì, nel 2019, il primo romanzo di Coates, Il danzatore dell'acqua, finalista per la Medaglie Andrew Carnegie per l'eccellenza nella narrativa e nella saggistica. Nel 2024 pubblicò Il messaggio, sulla questione palestinese, che gli valse critiche per la sua dura posizione contro Israele.

## Opere
- Una lotta meravigliosa [The Beautiful Struggle], traduzione di Chiara Stangalino, Codice, 2018  [2008], ISBN 978-8875787561.
- Tra me e il mondo [Between the World and Me], traduzione di Chiara Stangalino, Codice, 2018  [2015], ISBN 978-8875787585.
- Otto anni al potere: Una tragedia americana [We Were Eight Years in Power: An American Tragedy], traduzione di Giulio D'Antona, Bompiani, 2018  [2018], ISBN 978-8845296994.
- Il danzatore dell'acqua [The Water Dancer], traduzione di Norman Gobetti, Einaudi, 2020  [2019], ISBN 978-8806245344.
- Il messaggio [The Message], traduzione di Norman Gobetti, Einaudi, 2025  [2024], ISBN 978-8806268688.